# Grande Prêmio de Quebec de 2022
A 11.ª edição da clássica ciclista Grande Prêmio de Quebec foi uma corrida no Canadá que se celebrou a 9 de setembro de 2022 pelos arredores da cidade de Quebec, ao que se lhe deram 16 voltas a um circuito de 12,6 km para completar um percurso de 201,6 quilómetros.
A corrida fez parte do UCI WorldTour de 2022, sendo a vigésimo nona competição do calendário de máxima categoria mundial. O vencedor foi o francês Benoît Cosnefroy do AG2R Citroën, quem esteve acompanhado no pódio pelo australiano Michael Matthews do BikeExchange-Jayco e o eritreo Biniam Girmay do Intermarché-Wanty-Gobert Matériaux, segundo e terceiro classificado respectivamente.

## Percurso
O Grande Prêmio de Quebec dispôs de um percurso total de 201,6 quilómetros, onde os ciclistas na parte final disputaram um circuito de 16 voltas de 12,6 quilómetros até linha de meta.

## Equipas participantes
Tomaram parte na corrida 21 equipas: 18 de categoria UCI WorldTeam convidados pela organização, 2 de categoria UCI ProTeam e a seleção nacional do Canadá. Formaram assim um pelotão de 147 ciclistas dos que acabaram 119. As equipas participantes foram:
| Equipes WorldTeam (18)- AG2R Citroën Team - Astana Qazaqstan Team - Bahrain Victorious - BikeExchange-Jayco - Bora-Hansgrohe - Cofidis - Team DSM - EF Education-EasyPost - Groupama-FDJ - Ineos Grenadiers - Intermarché-Wanty-Gobert Matériaux - Israel-Premier Tech - Jumbo-Visma - Lotto-Soudal - Movistar Team - Quick-Step Alpha Vinyl - Trek-Segafredo - UAE Team Emirates Equipes ProTeam (2)- Arkéa-Samsic - TotalEnergies Equipe nacional- Canadá |
| |

## Classificação final
- A classificação finalizou da seguinte forma:[3]

### Classificação geral
| \| Classificação geral \| Classificação geral \| Classificação geral \| Classificação geral \| Classificação geral \| \| Ciclista \| Ciclista \| Equipe \| Tempo \| \| \| ------------------- \| ------------------- \| ---------------------------------- \| ------------------- \| ------------------- \| \| 1. \| Benoît Cosnefroy \| AG2R Citroën Team \| 4h46m56s \| \| \| 2. \| Michael Matthews \| BikeExchange-Jayco \| + 4s \| \| \| 3. \| Biniam Girmay \| Intermarché-Wanty-Gobert Matériaux \| + 4s \| \| \| 4. \| Wout van Aert \| Jumbo-Visma \| + 4s \| \| \| 5. \| Iván García Cortina \| Movistar Team \| + 4s \| \| \| 6. \| Mikkel Honoré \| Quick-Step Alpha Vinyl \| + 4s \| \| \| 7. \| Adam Yates \| Ineos Grenadiers \| + 4s \| \| \| 8. \| Alberto Bettiol \| EF Education-EasyPost \| + 4s \| \| \| 9. \| Diego Ulissi \| UAE Team Emirates \| + 4s \| \| \| 10. \| Warren Barguil \| Arkéa-Samsic \| + 4s \| \| \| 11. \| Matis Louvel \| Arkéa-Samsic \| + 4s \| \| \| 12. \| Pello Bilbao \| Bahrain Victorious \| + 4s \| \| \| 13. \| Greg Van Avermaet \| AG2R Citroën Team \| + 4s \| \| \| 14. \| Toms Skujiņš \| Trek-Segafredo \| + 4s \| \| \| 15. \| Alexander Kamp \| Trek-Segafredo \| + 4s \| \| \| 16. \| Jan Tratnik \| Bahrain Victorious \| + 4s \| \| \| 17. \| Ruben Guerreiro \| EF Education-EasyPost \| + 4s \| \| \| 18. \| Sylvain Moniquet \| Lotto-Soudal \| + 4s \| \| \| 19. \| Mauro Schmid \| Quick-Step Alpha Vinyl \| + 4s \| \| \| 20. \| Romain Bardet \| Team DSM \| + 4s \| \| |                     |                                    |          |
| |                     |                                    |          |
| Fonte: ProCyclingStats |                     |                                    |          |
| Classificação geral |                     |                                    |          |
| Ciclista | Ciclista            | Equipe                             | Tempo    |
| 1. | Benoît Cosnefroy    | AG2R Citroën Team                  | 4h46m56s |
| 2. | Michael Matthews    | BikeExchange-Jayco                 | + 4s     |
| 3. | Biniam Girmay       | Intermarché-Wanty-Gobert Matériaux | + 4s     |
| 4. | Wout van Aert       | Jumbo-Visma                        | + 4s     |
| 5. | Iván García Cortina | Movistar Team                      | + 4s     |
| 6. | Mikkel Honoré       | Quick-Step Alpha Vinyl             | + 4s     |
| 7. | Adam Yates          | Ineos Grenadiers                   | + 4s     |
| 8. | Alberto Bettiol     | EF Education-EasyPost              | + 4s     |
| 9. | Diego Ulissi        | UAE Team Emirates                  | + 4s     |
| 10. | Warren Barguil      | Arkéa-Samsic                       | + 4s     |
| 11. | Matis Louvel        | Arkéa-Samsic                       | + 4s     |
| 12. | Pello Bilbao        | Bahrain Victorious                 | + 4s     |
| 13. | Greg Van Avermaet   | AG2R Citroën Team                  | + 4s     |
| 14. | Toms Skujiņš        | Trek-Segafredo                     | + 4s     |
| 15. | Alexander Kamp      | Trek-Segafredo                     | + 4s     |
| 16. | Jan Tratnik         | Bahrain Victorious                 | + 4s     |
| 17. | Ruben Guerreiro     | EF Education-EasyPost              | + 4s     |
| 18. | Sylvain Moniquet    | Lotto-Soudal                       | + 4s     |
| 19. | Mauro Schmid        | Quick-Step Alpha Vinyl             | + 4s     |
| 20. | Romain Bardet       | Team DSM                           | + 4s     |

## Ciclistas participantes e posições finais
| BikeExchange-Jayco BEX | BikeExchange-Jayco BEX | BikeExchange-Jayco BEX |
| ---------------------- | ---------------------- | ---------------------- |
| Num                    | Ciclista               | Pos                    |
| 1                      | Michael Matthews (AUS) | 2.                     |
| 2                      | Alexandre Balmer (SUI) | 35.                    |
| 3                      | Kevin Colleoni (ITA)   | DNF                    |
| 4                      | Damien Howson (AUS)    | DNF                    |
| 5                      | Tanel Kangert (EST)    | 94.                    |
| 6                      | Jan Maas (NED)         | 60.                    |
| 7                      | Nick Schultz (AUS)     | 52.                    |

| Jumbo-Visma TJV | Jumbo-Visma TJV                  | Jumbo-Visma TJV |
| --------------- | -------------------------------- | --------------- |
| Num             | Ciclista                         | Pos             |
| 11              | Wout van Aert (BEL)              | 4.              |
| 12              | Pascal Eenkhoorn (NED) (estrada) | 109.            |
| 13              | Tobias Foss (NOR)                | 113.            |
| 14              | Christophe Laporte (FRA)         | 39.             |
| 15              | Timo Roosen (NED)                | 97.             |
| 16              | Tosh Van der Sande (BEL)         | 57.             |
| 17              | Nathan Van Hooydonck (BEL)       | 78.             |

| Ineos Grenadiers IGD | Ineos Grenadiers IGD         | Ineos Grenadiers IGD |
| -------------------- | ---------------------------- | -------------------- |
| Num                  | Ciclista                     | Pos                  |
| 21                   | Geraint Thomas (GBR)         | 101.                 |
| 22                   | Edward Dunbar (IRL)          | DNF                  |
| 23                   | Daniel Felipe Martínez (COL) | 65.                  |
| 24                   | Kim Heiduk (GER)             | DNF                  |
| 25                   | Luke Rowe (GBR)              | DNF                  |
| 26                   | Ben Swift (GBR)              | 119.                 |
| 27                   | Adam Yates (GBR)             | 7.                   |

| UAE Team Emirates UAD | UAE Team Emirates UAD | UAE Team Emirates UAD |
| --------------------- | --------------------- | --------------------- |
| Num                   | Ciclista              | Pos                   |
| 31                    | Tadej Pogačar (SLO)   | 24.                   |
| 32                    | George Bennett (NZL)  | 105.                  |
| 33                    | Rui Costa (POR)       | 102.                  |
| 34                    | Alessandro Covi (ITA) | 70.                   |
| 35                    | Davide Formolo (ITA)  | 82.                   |
| 36                    | Ryan Gibbons (RSA)    | 56.                   |
| 37                    | Diego Ulissi (ITA)    | 9.                    |

| Bora-Hansgrohe BOH | Bora-Hansgrohe BOH     | Bora-Hansgrohe BOH |
| ------------------ | ---------------------- | ------------------ |
| Num                | Ciclista               | Pos                |
| 41                 | Patrick Konrad (AUT)   | 40.                |
| 42                 | Giovanni Aleotti (ITA) | 32.                |
| 43                 | Cesare Benedetti (POL) | 81.                |
| 44                 | Patrick Gamper (AUT)   | 112.               |
| 45                 | Ide Schelling (NED)    | 80.                |
| 46                 | Frederik Wandahl (DEN) | 51.                |
| 47                 | Ben Zwiehoff (GER)     | 93.                |

| Intermarché-Wanty-Gobert Matériaux IWG | Intermarché-Wanty-Gobert Matériaux IWG | Intermarché-Wanty-Gobert Matériaux IWG |
| -------------------------------------- | -------------------------------------- | -------------------------------------- |
| Num                                    | Ciclista                               | Pos                                    |
| 51                                     | Biniam Girmay (ERI)                    | 3.                                     |
| 52                                     | Sven Erik Bystrøm (NOR)                | 28.                                    |
| 53                                     | Théo Delacroix (FRA)                   | 86.                                    |
| 54                                     | Andrea Pasqualon (ITA)                 | 74.                                    |
| 55                                     | Baptiste Planckaert (BEL)              | DNF                                    |
| 56                                     | Loïc Vliegen (BEL)                     | 41.                                    |
| 57                                     | Georg Zimmermann (GER)                 | DNF                                    |

| Bahrain Victorious TBV | Bahrain Victorious TBV    | Bahrain Victorious TBV |
| ---------------------- | ------------------------- | ---------------------- |
| Num                    | Ciclista                  | Pos                    |
| 61                     | Matej Mohorič (SLO)       | 54.                    |
| 62                     | Pello Bilbao (ESP)        | 12.                    |
| 63                     | Damiano Caruso (ITA)      | 96.                    |
| 64                     | Hermann Pernsteiner (AUT) | 61.                    |
| 65                     | Jonathan Milan (ITA)      | DNF                    |
| 66                     | Jan Tratnik (SLO)         | 16.                    |
| 67                     | Matevž Govekar (SLO)      | DNF                    |

| Quick-Step Alpha Vinyl QST | Quick-Step Alpha Vinyl QST | Quick-Step Alpha Vinyl QST |
| -------------------------- | -------------------------- | -------------------------- |
| Num                        | Ciclista                   | Pos                        |
| 71                         | Andrea Bagioli (ITA)       | 22.                        |
| 72                         | Josef Černý (CZE)          | 108.                       |
| 73                         | Mikkel Honoré (DEN)        | 6.                         |
| 74                         | James Knox (GBR)           | 66.                        |
| 75                         | Mauro Schmid (SUI)         | 19.                        |
| 76                         | Stan Van Tricht (BEL)      | 47.                        |
| 77                         | Mauri Vansevenant (BEL)    | 53.                        |

| Groupama-FDJ GFC | Groupama-FDJ GFC        | Groupama-FDJ GFC |
| ---------------- | ----------------------- | ---------------- |
| Num              | Ciclista                | Pos              |
| 81               | Antoine Duchesne (CAN)  | 67.              |
| 82               | David Gaudu (FRA)       | 42.              |
| 83               | Mathieu Ladagnous (FRA) | 83.              |
| 84               | Lewis Askey (GBR)       | 44.              |
| 85               | Anthony Roux (FRA)      | 88.              |
| 86               | Michael Storer (AUS)    | 71.              |
| 87               | Attila Valter (HUN)     | 27.              |

| Cofidis COF | Cofidis COF              | Cofidis COF |
| ----------- | ------------------------ | ----------- |
| Num         | Ciclista                 | Pos         |
| 91          | Guillaume Martin (FRA)   | 21.         |
| 92          | Ion Izagirre (ESP)       | DNF         |
| 93          | Alexandre Delettre (FRA) | 48.         |
| 94          | Eddy Finé (FRA)          | 69.         |
| 95          | Wesley Kreder (NED)      | DNF         |
| 96          | André Carvalho (POR)     | 110.        |
| 97          | Hugo Toumire (FRA)       | 99.         |

| Lotto-Soudal LTS | Lotto-Soudal LTS         | Lotto-Soudal LTS |
| ---------------- | ------------------------ | ---------------- |
| Num              | Ciclista                 | Pos              |
| 101              | Sébastien Grignard (BEL) | 107.             |
| 102              | Carlos Barbero (ESP)     | 38.              |
| 103              | Matthew Holmes (GBR)     | DNF              |
| 104              | Viktor Verschaeve (BEL)  | 89.              |
| 105              | Sylvain Moniquet (BEL)   | 18.              |
| 106              | Harm Vanhoucke (BEL)     | 43.              |
| 107              | Florian Vermeersch (BEL) | 34.              |

| AG2R Citroën Team ACT | AG2R Citroën Team ACT        | AG2R Citroën Team ACT |
| --------------------- | ---------------------------- | --------------------- |
| Num                   | Ciclista                     | Pos                   |
| 111                   | Greg Van Avermaet (BEL)      | 13.                   |
| 112                   | Mikaël Cherel (FRA)          | 104.                  |
| 113                   | Benoît Cosnefroy (FRA)       | 1.                    |
| 114                   | Stan Dewulf (BEL)            | 58.                   |
| 115                   | Aurélien Paret-Peintre (FRA) | 63.                   |
| 116                   | Michael Schär (SUI)          | 106.                  |
| 117                   | Clément Venturini (FRA)      | 64.                   |

| Trek-Segafredo TFS | Trek-Segafredo TFS   | Trek-Segafredo TFS |
| ------------------ | -------------------- | ------------------ |
| Num                | Ciclista             | Pos                |
| 121                | Jasper Stuyven (BEL) | 76.                |
| 122                | Tony Gallopin (FRA)  | DNF                |
| 123                | Alexander Kamp (DEN) | 15.                |
| 124                | Jacopo Mosca (ITA)   | DNF                |
| 125                | Quinn Simmons (USA)  | 77.                |
| 126                | Toms Skujiņš (LAT)   | 14.                |
| 127                | Otto Vergaerde (BEL) | DNF                |

| Movistar Team MOV | Movistar Team MOV         | Movistar Team MOV |
| ----------------- | ------------------------- | ----------------- |
| Num               | Ciclista                  | Pos               |
| 131               | Alex Aranburu (ESP)       | 55.               |
| 132               | Jorge Arcas (ESP)         | 73.               |
| 133               | Iván García Cortina (ESP) | 5.                |
| 134               | Juri Hollmann (GER)       | 90.               |
| 135               | Gorka Izagirre (ESP)      | 75.               |
| 136               | William Barta (USA)       | 118.              |
| 137               | Oier Lazkano (ESP)        | DNF               |

| Israel-Premier Tech IPT | Israel-Premier Tech IPT | Israel-Premier Tech IPT |
| ----------------------- | ----------------------- | ----------------------- |
| Num                     | Ciclista                | Pos                     |
| 141                     | Hugo Houle (CAN)        | DNF                     |
| 142                     | Guillaume Boivin (CAN)  | 45.                     |
| 143                     | Simon Clarke (AUS)      | 79.                     |
| 144                     | Jakob Fuglsang (DEN)    | 50.                     |
| 145                     | Krists Neilands (LAT)   | 103.                    |
| 146                     | Giacomo Nizzolo (ITA)   | 25.                     |
| 147                     | Sep Vanmarcke (BEL)     | 30.                     |

| Team DSM DSM | Team DSM DSM               | Team DSM DSM |
| ------------ | -------------------------- | ------------ |
| Num          | Ciclista                   | Pos          |
| 151          | Romain Bardet (FRA)        | 20.          |
| 152          | Søren Kragh Andersen (DEN) | DNF          |
| 153          | Romain Combaud (FRA)       | 72.          |
| 154          | Nils Eekhoff (NED)         | DNF          |
| 155          | Andreas Leknessund (NOR)   | 62.          |
| 156          | Martijn Tusveld (NED)      | 95.          |
| 157          | Pavel Bittner (CZE)        | 87.          |

| EF Education-EasyPost EFE | EF Education-EasyPost EFE | EF Education-EasyPost EFE |
| ------------------------- | ------------------------- | ------------------------- |
| Num                       | Ciclista                  | Pos                       |
| 161                       | Magnus Cort (DEN)         | 91.                       |
| 162                       | Alberto Bettiol (ITA)     | 8.                        |
| 163                       | Simon Carr (GBR)          | 115.                      |
| 164                       | Ruben Guerreiro (POR)     | 17.                       |
| 165                       | Andrea Piccolo (ITA)      | 33.                       |
| 166                       | Neilson Powless (USA)     | 23.                       |
| 167                       | Jens Keukeleire (BEL)     | 84.                       |

| Astana Qazaqstan Team AST | Astana Qazaqstan Team AST | Astana Qazaqstan Team AST |
| ------------------------- | ------------------------- | ------------------------- |
| Num                       | Ciclista                  | Pos                       |
| 171                       | Joe Dombrowski (USA)      | 100.                      |
| 172                       | Manuele Boaro (ITA)       | DNF                       |
| 173                       | Fabio Felline (ITA)       | 98.                       |
| 174                       | Antonio Nibali (ITA)      | 85.                       |
| 175                       | Christian Scaroni (ITA)   | 68.                       |
| 176                       | Simone Velasco (ITA)      | 29.                       |
| 177                       | Andrey Zeits (KAZ)        | 31.                       |

| Arkéa-Samsic ARK | Arkéa-Samsic ARK        | Arkéa-Samsic ARK |
| ---------------- | ----------------------- | ---------------- |
| Num              | Ciclista                | Pos              |
| 181              | Warren Barguil (FRA)    | 10.              |
| 182              | Winner Anacona (COL)    | 92.              |
| 183              | Benjamin Declercq (BEL) | 117.             |
| 184              | Matis Louvel (FRA)      | 11.              |
| 185              | Laurent Pichon (FRA)    | 37.              |
| 186              | Alan Riou (FRA)         | 114.             |
| 187              | Louis Barré (FRA)       | 49.              |

| TotalEnergies TEN | TotalEnergies TEN           | TotalEnergies TEN |
| ----------------- | --------------------------- | ----------------- |
| Num               | Ciclista                    | Pos               |
| 191               | Peter Sagan (SVK) (estrada) | DNF               |
| 192               | Maciej Bodnar (POL)         | DNF               |
| 193               | Fabien Doubey (FRA)         | 59.               |
| 194               | Pierre Latour (FRA)         | 26.               |
| 195               | Daniel Oss (ITA)            | 46.               |
| 196               | Paul Ourselin (FRA)         | 116.              |
| 197               | Anthony Turgis (FRA)        | 36.               |

| Canadá CAN | Canadá CAN          | Canadá CAN |
| ---------- | ------------------- | ---------- |
| Num        | Ciclista            | Pos        |
| 201        | Pier-André Coté     | 111.       |
| 202        | Nicolas Côté        | DNF        |
| 203        | Thomas Schellenberg | DNF        |
| 204        | Matteo Dal-Cin      | DNF        |
| 205        | Carson Miles        | DNF        |
| 206        | Quentin Cowan       | DNF        |
| 207        | Nicolas Rivard      | DNF        |

| BikeExchange-Jayco BEX | BikeExchange-Jayco BEX | BikeExchange-Jayco BEX |
| ---------------------- | ---------------------- | ---------------------- |
| Num                    | Ciclista               | Pos                    |
| 1                      | Michael Matthews (AUS) | 2.                     |
| 2                      | Alexandre Balmer (SUI) | 35.                    |
| 3                      | Kevin Colleoni (ITA)   | DNF                    |
| 4                      | Damien Howson (AUS)    | DNF                    |
| 5                      | Tanel Kangert (EST)    | 94.                    |
| 6                      | Jan Maas (NED)         | 60.                    |
| 7                      | Nick Schultz (AUS)     | 52.                    |

| Jumbo-Visma TJV | Jumbo-Visma TJV                  | Jumbo-Visma TJV |
| --------------- | -------------------------------- | --------------- |
| Num             | Ciclista                         | Pos             |
| 11              | Wout van Aert (BEL)              | 4.              |
| 12              | Pascal Eenkhoorn (NED) (estrada) | 109.            |
| 13              | Tobias Foss (NOR)                | 113.            |
| 14              | Christophe Laporte (FRA)         | 39.             |
| 15              | Timo Roosen (NED)                | 97.             |
| 16              | Tosh Van der Sande (BEL)         | 57.             |
| 17              | Nathan Van Hooydonck (BEL)       | 78.             |

| Ineos Grenadiers IGD | Ineos Grenadiers IGD         | Ineos Grenadiers IGD |
| -------------------- | ---------------------------- | -------------------- |
| Num                  | Ciclista                     | Pos                  |
| 21                   | Geraint Thomas (GBR)         | 101.                 |
| 22                   | Edward Dunbar (IRL)          | DNF                  |
| 23                   | Daniel Felipe Martínez (COL) | 65.                  |
| 24                   | Kim Heiduk (GER)             | DNF                  |
| 25                   | Luke Rowe (GBR)              | DNF                  |
| 26                   | Ben Swift (GBR)              | 119.                 |
| 27                   | Adam Yates (GBR)             | 7.                   |

| UAE Team Emirates UAD | UAE Team Emirates UAD | UAE Team Emirates UAD |
| --------------------- | --------------------- | --------------------- |
| Num                   | Ciclista              | Pos                   |
| 31                    | Tadej Pogačar (SLO)   | 24.                   |
| 32                    | George Bennett (NZL)  | 105.                  |
| 33                    | Rui Costa (POR)       | 102.                  |
| 34                    | Alessandro Covi (ITA) | 70.                   |
| 35                    | Davide Formolo (ITA)  | 82.                   |
| 36                    | Ryan Gibbons (RSA)    | 56.                   |
| 37                    | Diego Ulissi (ITA)    | 9.                    |

| Bora-Hansgrohe BOH | Bora-Hansgrohe BOH     | Bora-Hansgrohe BOH |
| ------------------ | ---------------------- | ------------------ |
| Num                | Ciclista               | Pos                |
| 41                 | Patrick Konrad (AUT)   | 40.                |
| 42                 | Giovanni Aleotti (ITA) | 32.                |
| 43                 | Cesare Benedetti (POL) | 81.                |
| 44                 | Patrick Gamper (AUT)   | 112.               |
| 45                 | Ide Schelling (NED)    | 80.                |
| 46                 | Frederik Wandahl (DEN) | 51.                |
| 47                 | Ben Zwiehoff (GER)     | 93.                |

| Intermarché-Wanty-Gobert Matériaux IWG | Intermarché-Wanty-Gobert Matériaux IWG | Intermarché-Wanty-Gobert Matériaux IWG |
| -------------------------------------- | -------------------------------------- | -------------------------------------- |
| Num                                    | Ciclista                               | Pos                                    |
| 51                                     | Biniam Girmay (ERI)                    | 3.                                     |
| 52                                     | Sven Erik Bystrøm (NOR)                | 28.                                    |
| 53                                     | Théo Delacroix (FRA)                   | 86.                                    |
| 54                                     | Andrea Pasqualon (ITA)                 | 74.                                    |
| 55                                     | Baptiste Planckaert (BEL)              | DNF                                    |
| 56                                     | Loïc Vliegen (BEL)                     | 41.                                    |
| 57                                     | Georg Zimmermann (GER)                 | DNF                                    |

| Bahrain Victorious TBV | Bahrain Victorious TBV    | Bahrain Victorious TBV |
| ---------------------- | ------------------------- | ---------------------- |
| Num                    | Ciclista                  | Pos                    |
| 61                     | Matej Mohorič (SLO)       | 54.                    |
| 62                     | Pello Bilbao (ESP)        | 12.                    |
| 63                     | Damiano Caruso (ITA)      | 96.                    |
| 64                     | Hermann Pernsteiner (AUT) | 61.                    |
| 65                     | Jonathan Milan (ITA)      | DNF                    |
| 66                     | Jan Tratnik (SLO)         | 16.                    |
| 67                     | Matevž Govekar (SLO)      | DNF                    |

| Quick-Step Alpha Vinyl QST | Quick-Step Alpha Vinyl QST | Quick-Step Alpha Vinyl QST |
| -------------------------- | -------------------------- | -------------------------- |
| Num                        | Ciclista                   | Pos                        |
| 71                         | Andrea Bagioli (ITA)       | 22.                        |
| 72                         | Josef Černý (CZE)          | 108.                       |
| 73                         | Mikkel Honoré (DEN)        | 6.                         |
| 74                         | James Knox (GBR)           | 66.                        |
| 75                         | Mauro Schmid (SUI)         | 19.                        |
| 76                         | Stan Van Tricht (BEL)      | 47.                        |
| 77                         | Mauri Vansevenant (BEL)    | 53.                        |

| Groupama-FDJ GFC | Groupama-FDJ GFC        | Groupama-FDJ GFC |
| ---------------- | ----------------------- | ---------------- |
| Num              | Ciclista                | Pos              |
| 81               | Antoine Duchesne (CAN)  | 67.              |
| 82               | David Gaudu (FRA)       | 42.              |
| 83               | Mathieu Ladagnous (FRA) | 83.              |
| 84               | Lewis Askey (GBR)       | 44.              |
| 85               | Anthony Roux (FRA)      | 88.              |
| 86               | Michael Storer (AUS)    | 71.              |
| 87               | Attila Valter (HUN)     | 27.              |

| Cofidis COF | Cofidis COF              | Cofidis COF |
| ----------- | ------------------------ | ----------- |
| Num         | Ciclista                 | Pos         |
| 91          | Guillaume Martin (FRA)   | 21.         |
| 92          | Ion Izagirre (ESP)       | DNF         |
| 93          | Alexandre Delettre (FRA) | 48.         |
| 94          | Eddy Finé (FRA)          | 69.         |
| 95          | Wesley Kreder (NED)      | DNF         |
| 96          | André Carvalho (POR)     | 110.        |
| 97          | Hugo Toumire (FRA)       | 99.         |

| Lotto-Soudal LTS | Lotto-Soudal LTS         | Lotto-Soudal LTS |
| ---------------- | ------------------------ | ---------------- |
| Num              | Ciclista                 | Pos              |
| 101              | Sébastien Grignard (BEL) | 107.             |
| 102              | Carlos Barbero (ESP)     | 38.              |
| 103              | Matthew Holmes (GBR)     | DNF              |
| 104              | Viktor Verschaeve (BEL)  | 89.              |
| 105              | Sylvain Moniquet (BEL)   | 18.              |
| 106              | Harm Vanhoucke (BEL)     | 43.              |
| 107              | Florian Vermeersch (BEL) | 34.              |

| AG2R Citroën Team ACT | AG2R Citroën Team ACT        | AG2R Citroën Team ACT |
| --------------------- | ---------------------------- | --------------------- |
| Num                   | Ciclista                     | Pos                   |
| 111                   | Greg Van Avermaet (BEL)      | 13.                   |
| 112                   | Mikaël Cherel (FRA)          | 104.                  |
| 113                   | Benoît Cosnefroy (FRA)       | 1.                    |
| 114                   | Stan Dewulf (BEL)            | 58.                   |
| 115                   | Aurélien Paret-Peintre (FRA) | 63.                   |
| 116                   | Michael Schär (SUI)          | 106.                  |
| 117                   | Clément Venturini (FRA)      | 64.                   |

| Trek-Segafredo TFS | Trek-Segafredo TFS   | Trek-Segafredo TFS |
| ------------------ | -------------------- | ------------------ |
| Num                | Ciclista             | Pos                |
| 121                | Jasper Stuyven (BEL) | 76.                |
| 122                | Tony Gallopin (FRA)  | DNF                |
| 123                | Alexander Kamp (DEN) | 15.                |
| 124                | Jacopo Mosca (ITA)   | DNF                |
| 125                | Quinn Simmons (USA)  | 77.                |
| 126                | Toms Skujiņš (LAT)   | 14.                |
| 127                | Otto Vergaerde (BEL) | DNF                |

| Movistar Team MOV | Movistar Team MOV         | Movistar Team MOV |
| ----------------- | ------------------------- | ----------------- |
| Num               | Ciclista                  | Pos               |
| 131               | Alex Aranburu (ESP)       | 55.               |
| 132               | Jorge Arcas (ESP)         | 73.               |
| 133               | Iván García Cortina (ESP) | 5.                |
| 134               | Juri Hollmann (GER)       | 90.               |
| 135               | Gorka Izagirre (ESP)      | 75.               |
| 136               | William Barta (USA)       | 118.              |
| 137               | Oier Lazkano (ESP)        | DNF               |

| Israel-Premier Tech IPT | Israel-Premier Tech IPT | Israel-Premier Tech IPT |
| ----------------------- | ----------------------- | ----------------------- |
| Num                     | Ciclista                | Pos                     |
| 141                     | Hugo Houle (CAN)        | DNF                     |
| 142                     | Guillaume Boivin (CAN)  | 45.                     |
| 143                     | Simon Clarke (AUS)      | 79.                     |
| 144                     | Jakob Fuglsang (DEN)    | 50.                     |
| 145                     | Krists Neilands (LAT)   | 103.                    |
| 146                     | Giacomo Nizzolo (ITA)   | 25.                     |
| 147                     | Sep Vanmarcke (BEL)     | 30.                     |

| Team DSM DSM | Team DSM DSM               | Team DSM DSM |
| ------------ | -------------------------- | ------------ |
| Num          | Ciclista                   | Pos          |
| 151          | Romain Bardet (FRA)        | 20.          |
| 152          | Søren Kragh Andersen (DEN) | DNF          |
| 153          | Romain Combaud (FRA)       | 72.          |
| 154          | Nils Eekhoff (NED)         | DNF          |
| 155          | Andreas Leknessund (NOR)   | 62.          |
| 156          | Martijn Tusveld (NED)      | 95.          |
| 157          | Pavel Bittner (CZE)        | 87.          |

| EF Education-EasyPost EFE | EF Education-EasyPost EFE | EF Education-EasyPost EFE |
| ------------------------- | ------------------------- | ------------------------- |
| Num                       | Ciclista                  | Pos                       |
| 161                       | Magnus Cort (DEN)         | 91.                       |
| 162                       | Alberto Bettiol (ITA)     | 8.                        |
| 163                       | Simon Carr (GBR)          | 115.                      |
| 164                       | Ruben Guerreiro (POR)     | 17.                       |
| 165                       | Andrea Piccolo (ITA)      | 33.                       |
| 166                       | Neilson Powless (USA)     | 23.                       |
| 167                       | Jens Keukeleire (BEL)     | 84.                       |

| Astana Qazaqstan Team AST | Astana Qazaqstan Team AST | Astana Qazaqstan Team AST |
| ------------------------- | ------------------------- | ------------------------- |
| Num                       | Ciclista                  | Pos                       |
| 171                       | Joe Dombrowski (USA)      | 100.                      |
| 172                       | Manuele Boaro (ITA)       | DNF                       |
| 173                       | Fabio Felline (ITA)       | 98.                       |
| 174                       | Antonio Nibali (ITA)      | 85.                       |
| 175                       | Christian Scaroni (ITA)   | 68.                       |
| 176                       | Simone Velasco (ITA)      | 29.                       |
| 177                       | Andrey Zeits (KAZ)        | 31.                       |

| Arkéa-Samsic ARK | Arkéa-Samsic ARK        | Arkéa-Samsic ARK |
| ---------------- | ----------------------- | ---------------- |
| Num              | Ciclista                | Pos              |
| 181              | Warren Barguil (FRA)    | 10.              |
| 182              | Winner Anacona (COL)    | 92.              |
| 183              | Benjamin Declercq (BEL) | 117.             |
| 184              | Matis Louvel (FRA)      | 11.              |
| 185              | Laurent Pichon (FRA)    | 37.              |
| 186              | Alan Riou (FRA)         | 114.             |
| 187              | Louis Barré (FRA)       | 49.              |

| TotalEnergies TEN | TotalEnergies TEN           | TotalEnergies TEN |
| ----------------- | --------------------------- | ----------------- |
| Num               | Ciclista                    | Pos               |
| 191               | Peter Sagan (SVK) (estrada) | DNF               |
| 192               | Maciej Bodnar (POL)         | DNF               |
| 193               | Fabien Doubey (FRA)         | 59.               |
| 194               | Pierre Latour (FRA)         | 26.               |
| 195               | Daniel Oss (ITA)            | 46.               |
| 196               | Paul Ourselin (FRA)         | 116.              |
| 197               | Anthony Turgis (FRA)        | 36.               |

| Canadá CAN | Canadá CAN          | Canadá CAN |
| ---------- | ------------------- | ---------- |
| Num        | Ciclista            | Pos        |
| 201        | Pier-André Coté     | 111.       |
| 202        | Nicolas Côté        | DNF        |
| 203        | Thomas Schellenberg | DNF        |
| 204        | Matteo Dal-Cin      | DNF        |
| 205        | Carson Miles        | DNF        |
| 206        | Quentin Cowan       | DNF        |
| 207        | Nicolas Rivard      | DNF        |

Convenções:
- AB-N: Abandono na etapa N
- FLT-N: Retiro por chegada fora do limite de tempo na etapa N
- NTS-N: Não tomou a saída para a etapa N
- DES-N: Desclassificado ou expulsado na etapa N

## UCI World Ranking
O Grande Prêmio de Quebec outorgou pontos para o UCI World Ranking para corredores das equipas nas categorias UCI WorldTeam, UCI ProTeam e Continental. As seguintes tabelas são o barómetro de pontuação e os dez corredores que obtiveram mais pontos:
| Posição   | 1.º | 2.º | 3.º | 4.º | 5.º | 6.º | 7.º | 8.º | 9.º | 10.º | 11.º | 12.º | 13.º | 14.º | 15.º | 16.º-20.º | 21.º-30.º | 31.º-50.º | 51.º-55.º | 56.º-60.º |
| Pontuação | 500 | 400 | 325 | 275 | 225 | 175 | 150 | 125 | 100 | 85   | 70   | 60   | 50   | 40   | 35   | 30        | 20        | 10        | 5         | 3         |

| Classificação |                     |                                    |        |
| Posição       | Ciclista            | Equipa                             | Pontos |
| ------------- | ------------------- | ---------------------------------- | ------ |
| 1.º           | Benoît Cosnefroy    | AG2R Citroën                       | 500    |
| 2.º           | Michael Matthews    | BikeExchange-Jayco                 | 400    |
| 3.º           | Biniam Girmay       | Intermarché-Wanty-Gobert Matériaux | 325    |
| 4.º           | Wout van Aert       | Jumbo-Visma                        | 275    |
| 5.º           | Iván García Cortina | Movistar                           | 225    |
| 6.º           | Mikkel Honoré       | Quick-Step Alpha Vinyl             | 175    |
| 7.º           | Adam Yates          | Ineos Grenadiers                   | 150    |
| 8.º           | Alberto Bettiol     | EF Education-EasyPost              | 125    |
| 9.º           | Diego Ulissi        | UAE Emirates                       | 100    |
| 10.º          | Warren Barguil      | Arkéa Samsic                       | 85     |